# 能仁寺 (九江市)

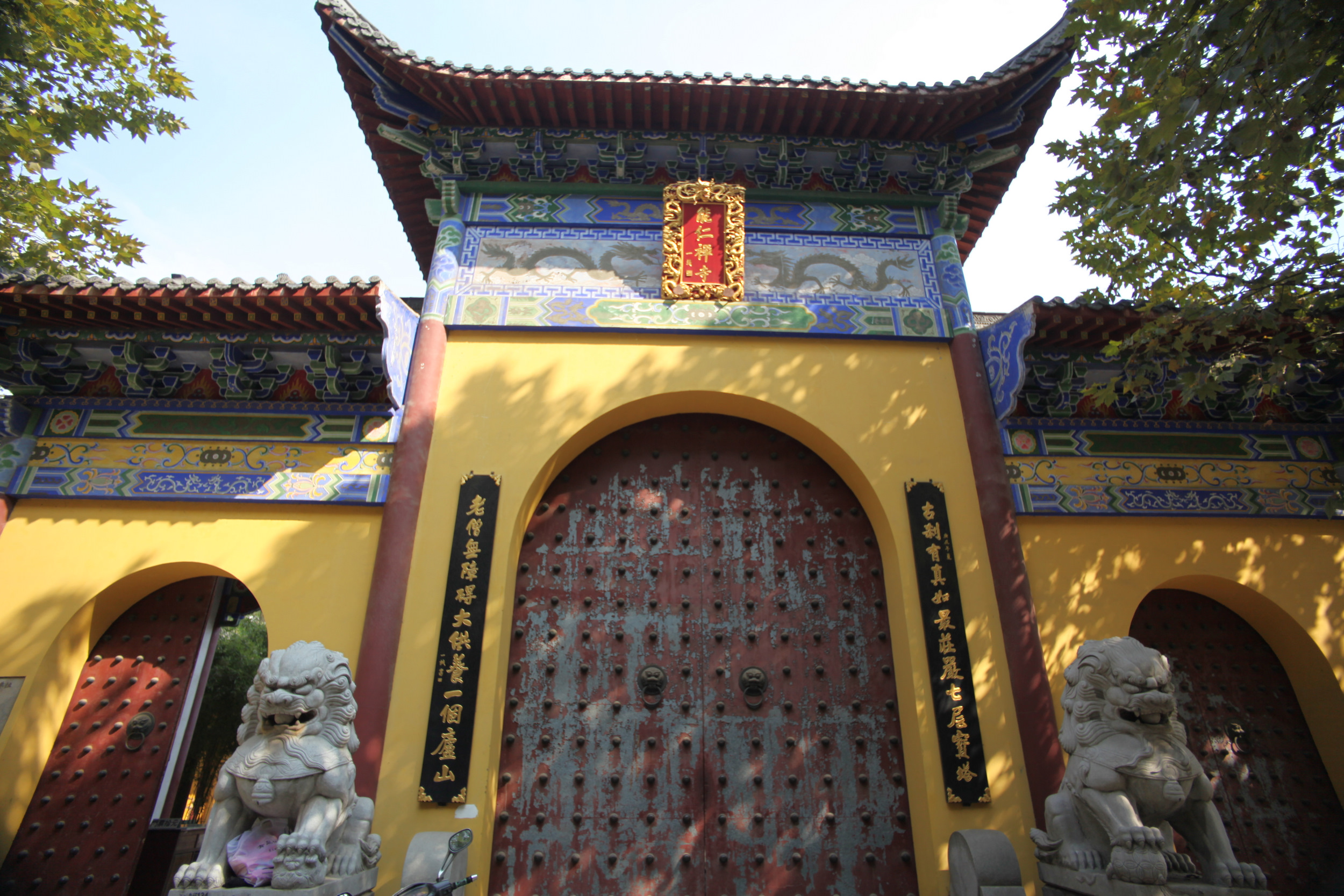
九江能仁禅寺

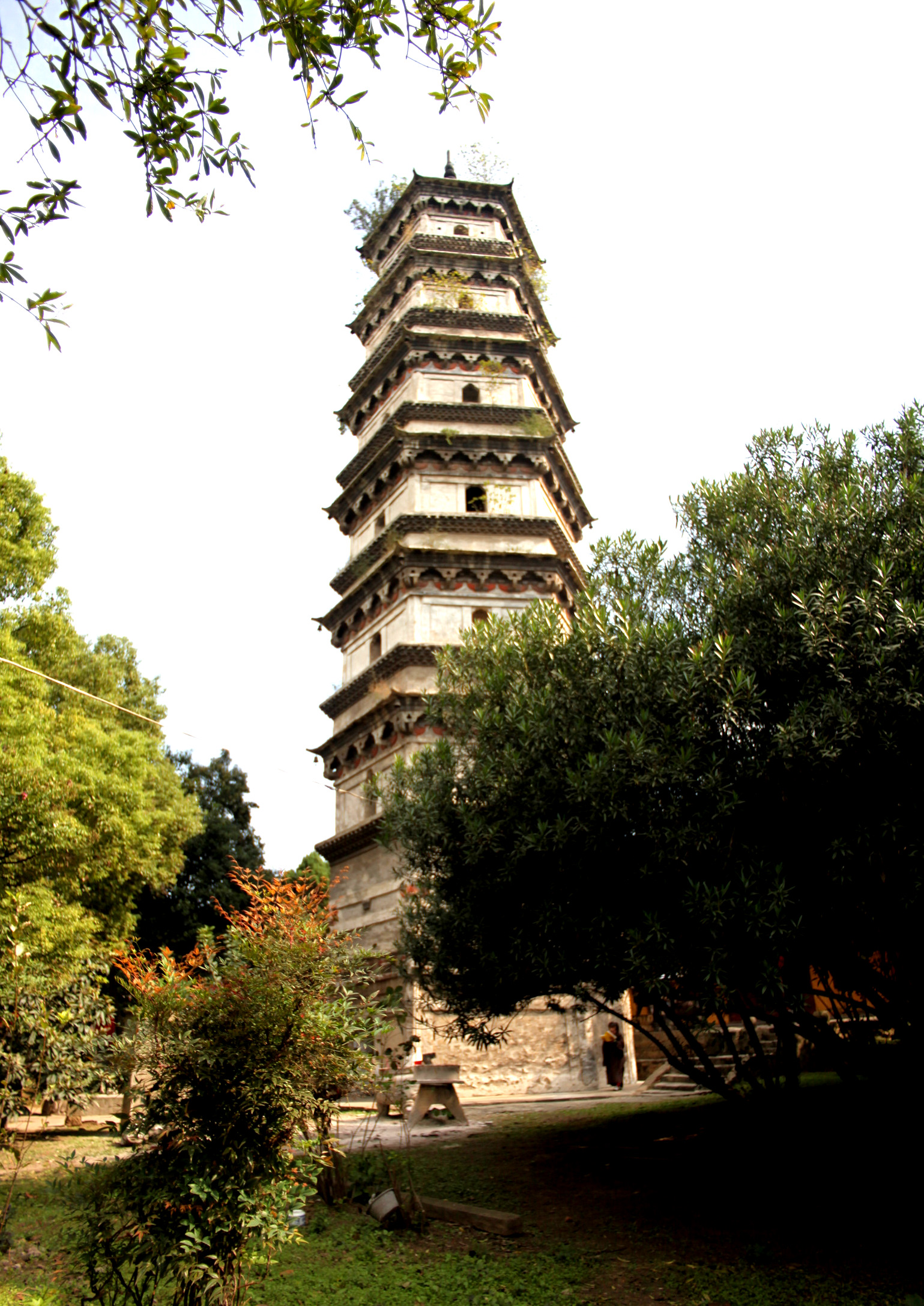
九江能仁禅寺大胜宝塔

九江能仁禅寺，又称承天院，位于江西省九江市，为汉族地区佛教全国重点寺院之一。

## 历史沿革
能仁寺始建于南朝梁武帝年间（502年），唐大曆年间重建，明洪武十二年（1379年）、清朝同治九年（1870年）重建。
能仁寺历史悠久，古迹众多，其中著名的是唐建的大胜宝塔。此外还有双阳桥、飞来石船、雨穿石、海尔泉等景点。